# Diena (Mali)
Pour les articles homonymes, voir Diena.
Diena est une commune du Mali, dans le cercle de Bla et la région de Ségou.